# 黃石碼頭巴士總站
黃石碼頭巴士總站（英文：Wong Shek Pier Bus Terminus）是香港新界大埔區西貢北黃麻地（黃石）的巴士總站，位於北潭路末近黃石公眾碼頭，現時有3條巴士路線以此處為總站，此總站也是香港境內最東端的巴士終站。
由於黃石碼頭屬於西貢東郊野公園的交通管制區域，沒有許可證的車輛不可經北潭路通過北潭涌閘口駛入黃石碼頭和萬宜水庫等地，因此公共巴士成為來往當地的主要交通工具。

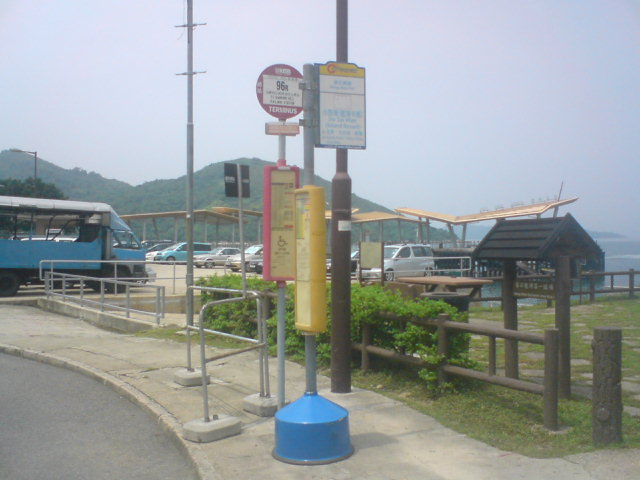
黃石碼頭巴士總站：96R及698R線站牌

## 總站路線資料
由於大網仔停車場總面積所限，早年以本站為總站的兩條巴士線只以11米或以下用車行走，而94線及已取消之698R線（延長至此站後）亦曾試用12米用車進入此站。隨著大網仔路的路邊巴士站啟用，此等限制已於2019年取消，惟受制於西貢半島的路況，用車只能是11米及12米歐盟五期及以上的中軸驅動雙層巴士。

### 九龍巴士94線
- 黃石碼頭 ↔ 西貢

於1978年4月3日投入服務，途經西貢東郊野公園、西貢西郊野公園、麥理浩徑第三段起點、北潭涌及大網仔路。

### 九龍巴士96R線
- 鑽石山站 ↔ 黃石碼頭

於1990年8月5日投入服務，途經鑽石山站、牛池灣、清水灣道、西貢公路、西貢市中心、大網仔路及北潭涌，只於假日提供服務。

### 九龍巴士289R線
- 黃石碼頭 ↔ 沙田市中心

祇在假日提供服務，途經黃石、高塘、北潭凹、鯽魚湖、北潭涌、大網仔、企嶺下、樟木頭、沙田第一城、富豪花園、沙田市中心。

### 九龍巴士R94線
- 太和 ↔ 黃石碼頭

祇在塔門聯鄉建醮期間提供服務，為特快線來往太和及黃石碼頭，途經黃石、北潭涌、西澳、馬鞍山市中心、廣福邨、大埔超級城、太和廣場。

## 過往總站路線
- 過海隧道巴士698R線（已於2014年11月16日取消）

## 車坑分佈
| 車坑分佈（以入口最左邊起計） | 車坑分佈（以入口最左邊起計） | 車坑分佈（以入口最左邊起計） |
| 路邊停車灣編號               | 路線                         |                              |
| ---------------------------- | ---------------------------- | ---------------------------- |
| 1                            | 九龍巴士94、289R、R94線      |                              |
| 2                            | 九龍巴士96R線                |                              |

## 外部連結
- 九巴 （页面存档备份，存于）